# قفطان (متحف متروبوليتان للفنون)

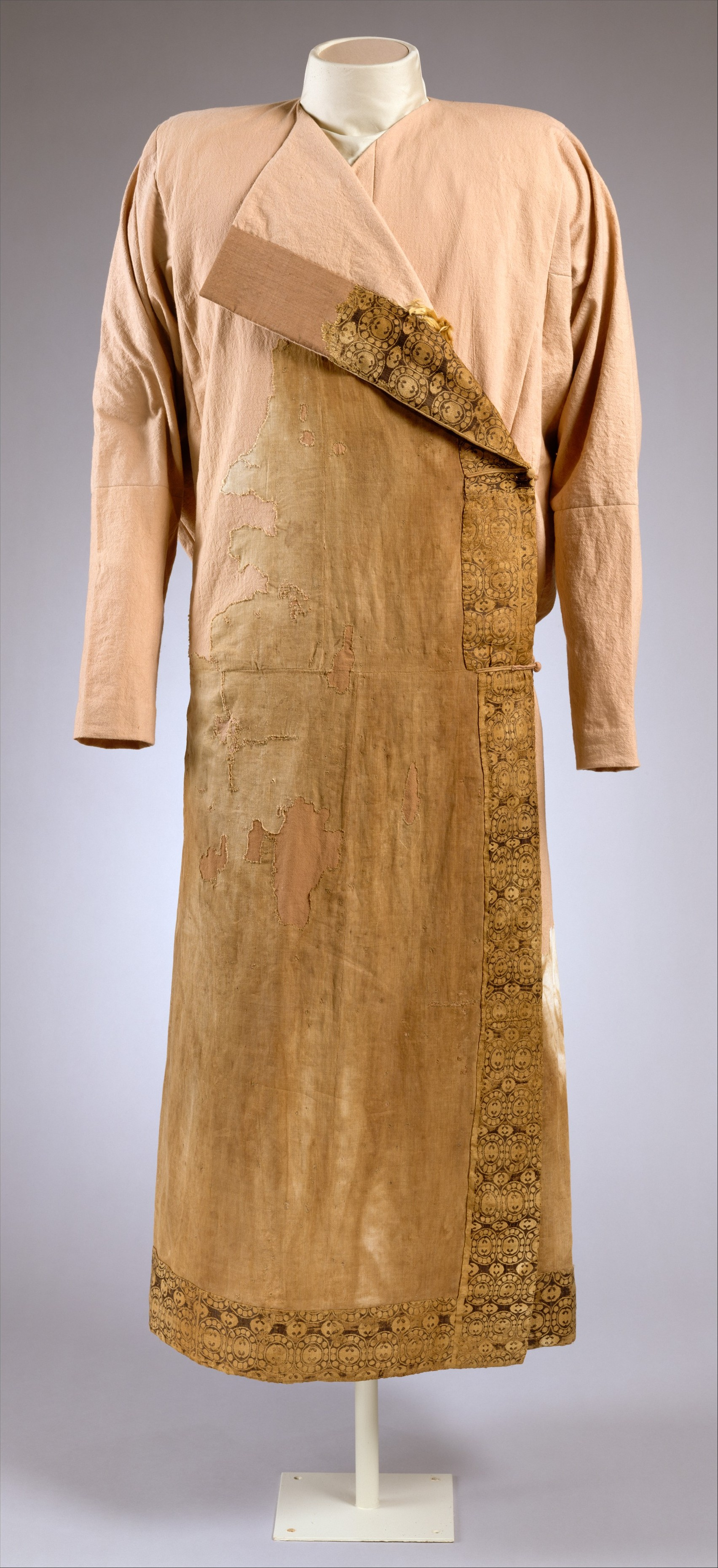
الصورة تتناسب مع المقال

يعد القفطان أو معطف الكتان مع حدود حريرية من مجموعة متحف متروبوليتان للفنون من الملابس النموذجية، التي يرتديها الفرسان على طول طريق الحرير في شمال القوقاز.
خلال القرنين (الثامن والعاشر)، أعيد بناء القفطان من شظايا الملابس التي جرى التنقيب عنها في مقبرة بالقرب من (موشيفاجا بالكا)، وتقع على ضفاف نهر بولشايا لابا في قراتشاي، شركيسيا، على سهل بونتيك، قزوين. ما خيعد جزءًا من الثقافة الأثرية في سالتوفو.
«القفطان»
يرتبط القفطان بزوج من الحرير مع أقدام من الكتان، إلى جانب الملابس المجزأة في سانت بطرسبرغ.
يعد القفطان بقايا نادرة من الملابس في القوقاز، حيث المناخ هناك لا يسمح لهذه النوع من الأقمشة بالثبات لوقت طويل، أي «لا يفضي عمومًا إلى الحفاظ على المواد العضوية».

## المحتوى
في طريق الحرير والطرق التجارية البرية في العالم القديم، تُحمل البضائع -ومنها الحرير- من الصين إلى البحر الأبيض، حيث كانت آنذاك توترات بين بيزنطة والإمبراطورية الساسانية.
وبحلول فترة نقل البضائع والأقمشة الحريرية، تعطلت التجارة على طول الطريق التقليدي، فسُلك طريق آخر من قبل تجار آسيا الوسطى إلى بيزنطة مجددًا، متجهين شمالًا من بحر قزوين وعبر جبال القوقاز من طريق ممرات شديدة الانحدار (أبرزها في شمال القوقاز، مضيق داريال). وسافرت القافلة الأولى، التي تحمل الحرير الصيني عبر طريق شمال القوقاز عام 568.
ظلت طرق الحرير في القوقاز مُستخدمة في العصور الوسطى، ولم تفقد أهميتها إلا في القرن الرابع عشر.
في القرن العشرين، اكتُشف العديد من المكتشفات النسيجية بالقرب من الممرات الجبلية في منطقة بيدمونت (وهي مقبرة في منطقة كثيفة الأشجار على ارتفاع 1000 إلى 3300 متر فوق مستوى سطح البحر).
كتبت آنا إيروساليمسكاجا (أمينة آثار شمال القوقاز في متحف الإرميتاج) على نطاق واسع عن الاكتشافات (باللغتين الروسية والألمانية)، وكذلك كتب ألفريد كناور (المؤرخ القديم) بأنه لا يمكن حتى الآن تحديد عمر وأماكن تصنيع غالبية الحرير الصيني، ولا حتى تلك الموجودة في شرق البحر الأبيض المتوسط، التي هي في موقع شمال القوقاز.
ونتيجة عدم وجود معايير واضحة أخرى للأقمشة المكتشفة في أنحاء العالم، لا يمكن حتى الآن تحديد التواريخ بحذر.
منظر خلفي للقفطان يظهر حواف الحرير على فتحات التنورة.

## التصنيع
القفطان مصنوع من الكتان العادي الكثيف المبيض، تغير لونه عن الآن بسبب ظروف مناخية عدة.
وقلّم بإطار من نسجين حريريين منسوجين متميزين وبطانة من جلد الغنم لم يتبقَ منها سوى آثار قليلة.
ويعد القفطان مميزًا لمعاطف الرجال من قبائل إديكو ألانيك في وسط القوقاز على الرغم من أن القفطان يظهر تأثيرًا في بلاد فارس وآسيا الوسطى والبدو الرحل.
القفطان مناسب للجزء العلوي من الجسد، وله تنورة واسعة عند الخصر (الجهة المزدوجة على الصدر مع إغلاق الجهة اليسرى إلى اليمين واليمنى إلى الجهة اليسرى بصورة متداخلة، وشقان طويلان في الخلف، ومزينان أسفل خط الفخذ أيضًا بحدود من الحرير).
يتم تأمين القفطان مع ثلاثة مجاميع من الضفادع (إغلاق زخرفي مصنوع من حبال الثوب).
صنع القفطان من قماش كتاني منسوج كمسمار من القماش ومقطع باستخدام بنية نصف مستقيمة، مع مثلثات شبه منحرفة بعضها مقطع إلى قطع صغيرة من القماش مجمعة لتشكيل الثوب، وهذا النوع من الخياطة شائع في الملابس التقليدية لأوروبا الشرقية وغرب آسيا.
لم تنجو الأكمام السفلية للقفطان والرقبة العلوية من القفطان، ومن غير المعروف؛ هل كانت الياقة أو الأصفاد جزءًا من الثوب، فيٌحاك الثوب بخيوط من الكتان في طبقات أنيقة ذات قطع مسطحة، ويُجمع الجزء العلوي من الجسم والتنانير وتشذَّب بنحو منفصل عن ربطها عند الخصر.
عمومًا، أظهرت الجودة العالمية لأقمشة الكتان وتصميم الملابس والتجميع والخياطة والتقطيع والقص تنسيقًا مهنيًا ملحوظًا، مقارنةً بأمثلة معاصرة من ثقافات أخرى، ما يدل على المعايير العالمية لهذه النقطة في الإنجازات الفنية والتقنية فيما بتعلق بثقافة النسيج، وربما حتى الذوق الاجتماعي.